# Dolní Radslavice
Dolní Radslavice (německy Unter Ratzlawitz) jsou malá vesnice, část města Velké Meziříčí v okrese Žďár nad Sázavou. Nacházejí se asi 3 km na východ od Velkého Meziříčí. V roce 2009 zde bylo evidováno 32 adres. V roce 2001 zde trvale žilo 78 obyvatel.
Dolní Radslavice jsou také název katastrálního území o rozloze 3,08 km2.